# Distretto di Vicco
Il distretto di Vicco è uno dei tredici distretti della provincia di Pasco, in Perù. Si trova nella regione di Pasco e si estende su una superficie di 173,3 chilometri quadrati.
Istituito il 17 marzo 1958, ha per capitale la città di Vicco.